# Stiphropus niger
Stiphropus niger är en spindelart som beskrevs av Simon 1886. Stiphropus niger ingår i släktet Stiphropus och familjen krabbspindlar. Inga underarter finns listade i Catalogue of Life.